# 陳傑 (田徑運動員)

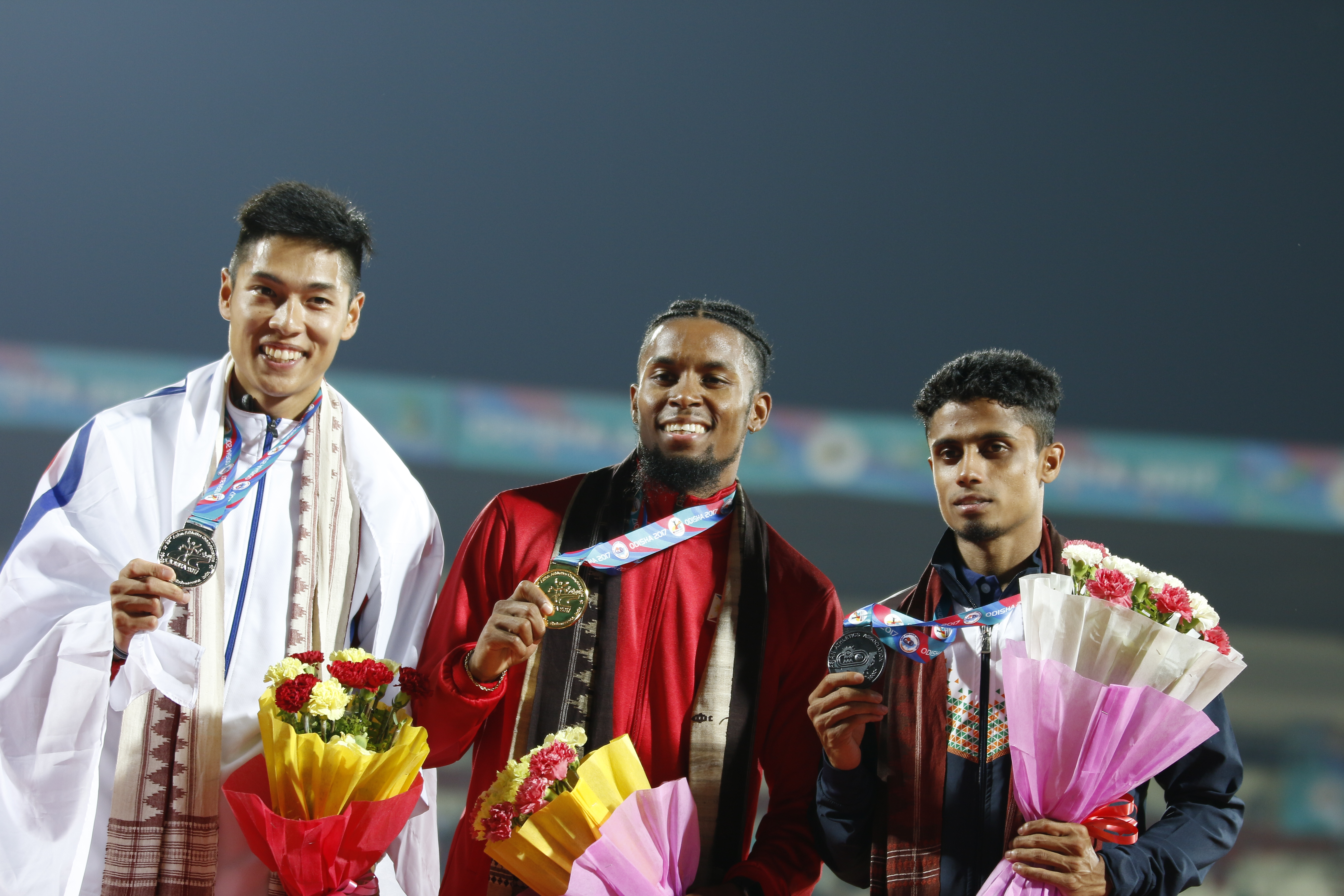
2017年亞洲田徑錦標賽400公尺跨欄（91.4公分）頒獎

陳傑（1992年5月8日—）是臺中原住民阿美族人，臺灣田徑運動員，擅長短跨，於2015年中華民國全國運動會分別創下男子400公尺全國紀錄46.35秒以及400公尺跨欄個人最佳49.05秒，同時也取得2016里約奧運會男子400公尺跨欄參賽資格。

## 學歷
- 臺中縣立潭子國民小學附設幼稚園
- 臺中縣立潭子國民小學
- 臺中縣立潭秀國民中學
- 國立大甲高級中學
- 國立臺灣體育運動大學競技運動學系
- 國立臺灣體育運動大學競技運動學系碩士班

## 簡歷
- 陳傑自大甲高中開始跟著啟蒙教練孫念祖訓練至今。
- 陳傑於2012年中華民國全國大專校院運動會男子400公尺跨欄決賽，以49秒68達到2012倫敦奧運B標參賽資格。
- 陳傑自2013年2月起，前往美國喬治亞大學，接受Jon Stuart教練指導，為2013亞錦賽、世錦賽、東亞運以及2014亞運作準備。
- 2014年4月20日國際邀請賽(Auburn War Eagle invitational)50秒57 拿下金牌並取得2014年仁川亞運參賽資格。
- 陳傑於2015年10月21日中華民國全國運動會男子400公尺跨欄決賽，以49秒05達到2016里約奧運會參賽資格。
- 2015年12月1日起，陳傑再度前往美國南密西西比大學接受Jon Stuart教練的指導，為里約奧運做準備。（Jon Stuart教練已於2014被新聘自南密西西比大學田徑隊擔任總教練）
- 陳傑自2016年5月29日起，加入美國佛羅里達州IMG Academy訓練中心，接受由Loren Seagrave領導的教練團訓練。[1]

## 國際大型運動賽會
| 年   | 賽事                 | 舉辦城市                             | 名次  | 項目                    | 記錄                             |
| ---- | -------------------- | ------------------------------------ | ----- | ----------------------- | -------------------------------- |
| 2009 | 東亞運動會           | 中國香港                             | 第6名 | 400公尺                 | 48.40秒                          |
| 2009 | 東亞運動會           | 中國香港                             | 第5名 | 400公尺跨欄（91.4公分） | 52.98秒                          |
| 2009 | 東亞運動會           | 中國香港                             | 銅牌  | 4×400公尺接力           | 3分10.47秒（Season Best）        |
| 2010 | 亞洲青年田徑錦標賽   | 越南河內                             | 銅牌  | 400公尺                 | 47.85秒                          |
| 2010 | 亞洲青年田徑錦標賽   | 越南河內                             | 銀牌  | 400公尺跨欄（91.4公分） | 51.13秒（Season Best）           |
| 2010 | 亞洲青年田徑錦標賽   | 越南河內                             | 第4名 | 4×100公尺接力           | 40.99秒（Personal Best）         |
| 2010 | 世界青年田徑錦標賽   | 加拿大新布藍茲維省威斯特莫蘭郡蒙克頓 | 7sf1  | 400公尺跨欄（91.4公分） | 52.98秒                          |
| 2011 | 亞洲田徑錦標賽       | 日本兵庫縣神戶市                     | 銅牌  | 400公尺跨欄（91.4公分） | 50.39秒                          |
| 2011 | 夏季世界大學生運動會 | 中国廣東省深圳市                     | 7sf1  | 400公尺跨欄（91.4公分） | 51.49秒                          |
| 2012 | 亞洲室內田徑錦標賽   | 中国浙江省杭州市                     | 4h2   | 400公尺                 | 49.88秒                          |
| 2012 | 夏季奧林匹克運動會   | 英国 英格兰倫敦                      | 6h1   | 400公尺跨欄（91.4公分） | 50.27秒                          |
| 2013 | 亞洲田徑錦標賽       | 印度馬哈拉什特拉邦浦納               | 第5名 | 400公尺跨欄（91.4公分） | 50.86秒                          |
| 2013 | 東亞運動會           | 中国天津市                           | 銀牌  | 400公尺跨欄（91.4公分） | 49.90秒（Season Best）           |
| 2013 | 東亞運動會           | 中国天津市                           | 銅牌  | 4×400公尺接力           | 3分10.72秒（Season Best）        |
| 2014 | 亞洲運動會           | 仁川廣域市                           | 第5名 | 400公尺跨欄（91.4公分） | 51.10秒                          |
| 2015 | 亞洲田徑錦標賽       | 中国湖北省武漢市                     | 銀牌  | 400公尺跨欄（91.4公分） | 49.68秒                          |
| 2015 | 夏季世界大學生運動會 | 光州廣域市                           | 第6名 | 400公尺跨欄（91.4公分） | 50.22秒                          |
| 2016 | 夏季奧林匹克運動會   | 巴西里約熱內盧                       | 7h6   | 400公尺跨欄（91.4公分） | 50.65秒                          |
| 2017 | 亞洲田徑大獎賽       | 中国浙江省金華市                     | 銅牌  | 400公尺                 | 47.61秒                          |
| 2017 | 亞洲田徑大獎賽       | 中国浙江省嘉興市                     | 銅牌  | 400公尺                 | 47.70秒                          |
| 2017 | 亞洲田徑大獎賽       | 中華民國（臺灣）臺北市               | 金牌  | 400公尺跨欄（91.4公分） | 49.67秒                          |
| 2017 | 亞洲田徑大獎賽       | 中華民國（臺灣）臺北市               | 第4名 | 400公尺                 | 47.62秒                          |
| 2017 | 亞洲田徑錦標賽       | 印度奧里薩邦布巴內斯瓦               | 銀牌  | 400公尺跨欄（91.4公分） | 49.75秒                          |
| 2017 | 亞洲田徑錦標賽       | 印度奧里薩邦布巴內斯瓦               | 第4名 | 4×400公尺接力           | 3分06.51秒（全國紀錄）           |
| 2017 | 夏季世界大學生運動會 | 中華民國（臺灣）臺北市               | 銀牌  | 400公尺跨欄（91.4公分） | 49.05秒（Season Best）           |
| 2017 | 夏季世界大學生運動會 | 中華民國（臺灣）臺北市               | f     | 4×400公尺接力           | Disqualified（IAAF Rule 170.19） |
| 2018 | 亞洲運動會           | 印度尼西亞雅加達                     | 第4名 | 400公尺跨欄（91.4公分） | 49.62秒（Season Best）           |
| 2018 | 亞洲運動會           | 印度尼西亞雅加達                     | 5h2   | 4×400公尺接力           | 3分08.76秒                       |
| 2019 | 亞洲田徑錦標賽       | 杜哈                                 | 銀牌  | 400公尺跨欄（91.4公分） | 48.92秒（Personal Best）         |
| 2019 | 世界田徑錦標賽       | 杜哈                                 | 8sf1  | 400公尺跨欄（91.4公分） | 49.991秒                         |
| 2021 | 夏季奧林匹克運動會   | 日本東京都                           | 7h1   | 400公尺跨欄（91.4公分） | 50.96秒                          |
| 2022 | 世界田徑錦標賽       | 美国俄勒岡州雷恩郡尤金               | 5h1   | 400公尺跨欄（91.4公分） | 50.28秒                          |

## 統計
| 成績                    | 反應時間 | 時間           | 地點                               | 地面條件（溼度，溫度，天氣狀況） |
| ----------------------- | -------- | -------------- | ---------------------------------- | -------------------------------- |
| 48.92秒                 | 0.195秒  | 2019年4月22日  | 杜哈                               | 41%，25℃，Partly cloudy          |
| 49.05秒                 | 0.175秒  | 2015年10月21日 | 中華民國（臺灣）高雄市左營區       |                                  |
| 49.05秒                 | 0.194秒  | 2017年8月26日  | 中華民國（臺灣）臺北市松山區       | 55%，34℃，Sunny                  |
| 49.31秒                 | 0.171秒  | 2022年5月1日   | 日本大阪府大阪市東住吉區           | 84%，15.9℃，Rainy                |
| 49.37秒                 | 0.191秒  | 2017年8月25日  | 中華民國（臺灣）臺北市松山區       |                                  |
| 49.37秒                 | 0.182秒  | 2019年5月26日  | 中華民國（臺灣）臺北市松山區       |                                  |
| 49.39秒                 | 0.178秒  | 2022年5月8日   | 日本東京都新宿區霞ヶ丘町           |                                  |
| 49.54秒                 | 0.156秒  | 2017年5月10日  | 中華民國（臺灣）臺北市大安區       |                                  |
| 49.59秒                 | 0.188秒  | 2022年5月29日  | 中華民國（臺灣）新北市板橋區       |                                  |
| 49.60秒                 | 0.177秒  | 2019年7月7日   | 日本北海道札幌市厚別區厚別町上野幌 |                                  |
| 平均約49.317952752449秒 |          |                |                                    |                                  |

## 外部連結
- 陳傑在国际奥林匹克委员会的资料
- 陳傑在的頁面
- 陳傑的Facebook專頁
- 陳傑的Instagram帳戶
- 卓佳萍. . 自由. 2015年10月21日  [2020年2月22日]. （原始内容存档于2020年2月22日） （中文（臺灣））.
- 李弘斌. . 中時. 2020年2月21日  [2020年2月22日]. （原始内容存档于2020年2月22日） （中文（臺灣））.
- . 今日. 2020年2月21日  [2020年2月22日]. （原始内容存档于2020年2月22日） （中文（臺灣））.
- . 自由. 2020年2月21日  [2020年2月22日]. （原始内容存档于2020年2月22日） （中文（臺灣））.
- 吳政紘. . 今日. 2020年2月22日  [2020年2月22日]. （原始内容存档于2020年2月22日） （中文（臺灣））.